# Elof Huss
Magnus Elof Huss, född den 1 april 1890 i Lövångers församling, Västerbottens län, död den 23 september 1981 i Frösö församling, Jämtlands län, var en svensk ämbetsman. Han var brorsons son till Magnus och Frans Huss. 
Huss avlade kansliexamen vid Uppsala universitet 1913. Han blev extra länsbokhållare i Norrbottens län 1919, ordinarie länsbokhållare i Västerbottens län 1923 och länsassessor i Jämtlands län 1932. Huss var landskamrerare i Norrbottens län 1940–1945 och i Jämtlands län 1945–1956. Han var sakkunnig i samefrågor och verkställde en utredning rörande renbetestrakter i Jämtlands och Kopparbergs län 1959. Huss blev riddare av Nordstjärneorden 1943 och kommendör av andra klassen av samma orden 1950.
Elof Huss var son till lantmätaren Magnus Huss och Nanna, född Huss. Han gifte sig 1933 med Ruth Nässén, dotter till lantbrukaren Ante Nässén och Bengta, född Bergström.